# Pedagogická diagnostika
Pedagogická diagnostika je komplexní proces, jehož cílem je poznávání, posuzování a hodnocení vzdělávacího procesu. Je to pedagogická disciplína, která se zabývá objektivním posuzováním a hodnocením podmínek a průběhů ve výchově vzdělávacím procesu. Vytváří podklad pro potřeby pracovníků v institucích zabývajících se vzděláváním (např. školy, dětské domovy atd.). Objektem zkoumání je skupina žáků i jedinců.
Úkolem pedagogické diagnostiky je rozpoznat určitý stav, stanovení jeho příčin a navržení výchovných opatření. Úkolem pedagogické diagnostiky je shromáždit informace o vědomostech, dovednostech či návycích žáka. Produktem diagnostiky je diagnóza, na základě které jsou navrhnuta opatření. Samostatný vědní obor se začal formovat v 60. letech 20. století, kdy se začalo rozvíjet pedagogické poradenství. Samotné počátky diagnostiky jsou již zaznamenány u J. A. Komenského, který se zamýšlel nad vhodnosti nástupu dítěte do školy.

## Předměty pedagogické diagnostiky
- diagnostika v předškolním věku
- diagnostika školní zralosti - posouzení školní připravenosti dětí
- specifické vývojové poruchy chování a učení[1]
- diagnostika sociálních vztahů ve třídě[1]
- diagnostika motorických schopností a laterality[2]
- diagnostika rozumových schopností[2]
- diagnostika komunikačních schopností[2]
- diagnostika stylů učení[3]
- diagnostika profesní orientace - posouzení profesionálních kvalit jedince

## Typy pedagogické diagnostiky

#### Normativní diagnostika
Zjišťuje, zda výkony žáka jsou srovnatelné s ostatními žáky, zda zaostává nebo je nadprůměrný. Žáci jsou diagnostikováni proto, aby mohlo dojít ke srovnání, například na národní úrovni. Může jít o testování, když se žáci hlásí na určitý typ střední školy. Neslouží žákovi jako zpětná vazba o jeho pokroku, ale spíše odpovídá na otázku, zda žák dosahuje nějaké úrovně s jeho vrstevníky.

#### Kriteriální diagnostika
Snaží se určit úroveň, ve které se žák nachází, jakými dovednostmi žák disponuje. Tuto úroveň srovnává se stanovenými kritérii. Spadají sem například objektivní úkoly, které by dítě mělo být schopno v určitém věku či ročníku splnit (například u předškolního dítěte, zda zvládá hygienu).

#### Individualizovaná diagnostika
Individualizovaná diagnostika se zabývá jedincem jako takovým. Sleduje postup a dosaženou úroveň žáka za určitý časový úsek (jak se v průběhu času rozvíjí, jak postupuje – jak se rozvíjel během pololetí či celého školního roku.) Přináší informaci o jeho individuálním rozvoji. Obvykle se používá u žáků se specifickými poruchami chování a učení.

#### Diferenciální diagnostika
Slouží k rozlišení stávajících a přetrvávajících obtíží, které mohou mít stejné projevy, ale různé příčiny. Diferenciální diagnostika se snaží rozlišit příčinu a projevy – například nekázeň samotná může mít ve škole příčinu ADHD, ale může mít příčinu i v jiných oblastech jako například ve výchovném působení rodičů.

## Cíle pedagogické diagnostiky

#### Sumativní diagnostika
Sumativní diagnostika porovnává jedince s ostatními. Jedná se o celkové zhodnocení (např. pololetí ukončení ročníku, stupně školy). Cílem sumativní diagnostiky je kategorizovat výkon žáka ve škole nebo v celém ročníku. Ze strany učitele je následné klasifikování žáka, a to nejčastěji známkou. Nedochází zde tedy ke zpětné vazbě, která by žákovi napověděla, v čem by se mohl zlepšit.

#### Formativní diagnostika
Formativní diagnostika je realizovaná v průběhu osvojování kompetence, znalostí a dovedností žákem. Zajímá nás jedinec. Cílem formativní diagnostiky je objevovat silné a slabé stránky jedince a dávat mu zpětnou vazbu o jeho výkonech, aby mohlo docházet ke zlepšení.

## Metody pedagogické diagnostiky
Pedagogická diagnostika využívá své vlastní metody, ale i metody příbuzných oborů. Cílem je získat výstupní informace na základě zpracování vstupních dat. Metod v pedagogické diagnostice je velmi mnoho, např. pozorování, analýza pedagogické dokumentace, analýza práce žáků, rozhovor, ústní a písemné zkoušky, anamnéza, dotazník atd.
- Pozorování - nejběžněji používaná metoda v prostředí školy. Pozorování by mělo být detailní a mělo by zahrnout celkový pohled na žáka. Diagnostika užívá dva způsoby pozorování, a to extrospekci (pozorování jiných) a introspekci (pozorování sama sebe).[5]
- Rozhovor - může být buď volný nebo strukturovaný. Během něj dochází k osobnímu kontaktu mezi výzkumníkem a aktérem. Učitel zpravidla klade otázky a žák odpovídá.
- Dotazník - souhrn písemně položených otázek s širokou škálou možných odpovědí.
- Portfolio - soubor různorodých prací a materiálů žáka (např. sešit, náčrtky, výkresy atd.). Slouží jako odraz žákovy osobnosti. Učitelovi napomáhá poznat, jaký učební styl žák preferuje.[6]
- Didaktické testy - pomáhají objektivně a spolehlivě měřit výsledky učení. Skrz didaktické testy dochází k dosažení plánovaných cílů. Výsledky těchto testů jsou dále hodnoceny a interpretovány, aby mohly být využity pro další pedagogický postup.[1]
- Anamnéza - získávání údajů z minulosti, které pomáhají pochopit současný stav jednotlivce. Existuje několik druhů anamnéz – rodinná, osobní, medicínská, psychologická. Anamnéza se obvykle týká školy, rodiny, zdravotních problémů či vývojových specifik žáka. Obvykle se provádí skrze rozhovor nebo skrze dotazník.[7]
- Analýza produktů a výsledků činnosti - jedná se o hotové výtvory, které žák vytvořil. Zpravidla jde o výsledky činností v podobě písemného, výtvarného nebo grafického sdělení.
- Kresba - slouží například k rozpoznání psychické nebo motorické úrovně, vizuální percepce, míry soustředění, emočního naladění nebo postojů. Například dětská kresba postavy může vypovídat o vývojovém stádiu dítěte, ale také o osobnostních charakteristikách (o jeho temperamentu, vlastnostech, sebedůvěře).

## Přístupy pedagogické diagnostiky v diagnostikování

#### Přístup kazuistický
Je přístup, který se zabývá vybraným případem (např. žákem). Sledují se různé projevy a souvislosti, zpracovávají se dostupné materiály a vše se kvalitně analyzuje. Metody využívané v rámci kazuistického přístupu jsou pozorování, rozhovor, analýza výkonů, anamnéza či portfolio. 

#### Přístup edukometrický
Tento přístup využívá hlavně kvantitativní testové metody, které porovnávají jedince mezi sebou. Výsledky měření bývají vyjádřeny v číslech, které se dále interpretují.[8] Tento přístup často využívají pracovníci pedagogicko-psychologické poradny. Učitelé tento přístup využívají ve formě testů. Výsledkem testů bývají známky, díky kterým můžeme žáky porovnávat mezi sebou.

#### Přístup sociometrický
Využívá se k zjišťování vztahů a jejich vývoje v rámci vybrané skupiny (např. vztahy ve třídě). V sociometrickém přístupu je klíčové zkoumání citových blízkostí a sympatie a antipatie ke spolužákům. Sociometrie poskytuje náhled na soudržnost, atmosféru a charakteristiku třídy. Příkladem metody sociometrického přístupu je např. sociometricko-ratingový dotazník (SORAD).